# 建築署

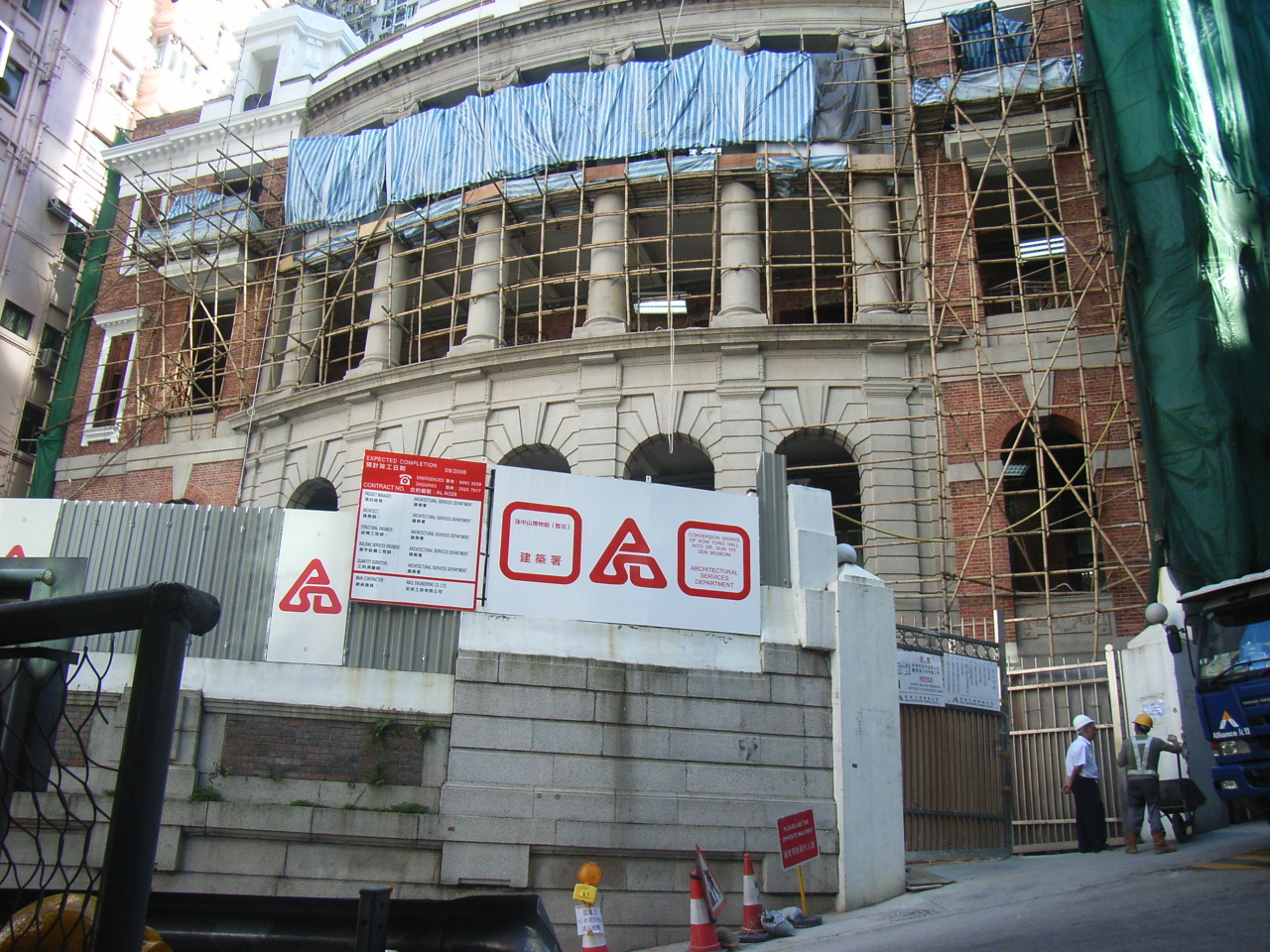
甘棠第孫中山博物館是香港建築署的工程項目之一，現已重建完成

建築署（英語：Architectural Services Department，縮寫ArchSD或ASD）是中華人民共和國香港特別行政區政府發展局轄下的部門，前身為1982年從工務司署分拆的建築拓展署，專責興建、保養及維修政府公共設施。其工作包括工程策劃、建築設計、屋宇裝備、物業事務、工料測量及結構工程。它接受市民通過「1823聯絡中心」溝通。現任建築署署長為李翹彥。

## 歷史
自香港開埠開始直至1981年9月以前，香港的所有政府建築工程都由工務司署負責。1981年9月，工務司署分拆為五個獨立執行部門，分別是工程拓展署、新界拓展署、機電工程署、水務署以及建築拓展署。
1986年4月11日，建築拓展署改名為建築署。

## 隸屬
- 工務司署（—1981年9月）
- 布政司署地政工務科（1981年9月—1989年9月1日）
- 布政司署工務科（1989年9月1日—1997年6月30日）
- 工務局（1997年7月1日—2002年6月30日）
- 環境運輸及工務局（2002年7月1日—2007年6月30日）
- 發展局（2007年7月1日—）

## 歷任首長

### 建築拓展署署長
- 周湛燊

### 建築署署長
- 李銘根（1986年4月11日－1991年）
- 何英偉（1991年－1993年9月）
- 陳一新（1993年9月－1997年4月）
- 鮑紹雄（1997年10月－2002年11月2日）
- 余熾鏗（2002年11月3日－2009年7月4日）[1]
- 劉賴筱韞（2009年7月5日－2011年10月16日）[2]
- 梁冠基（2011年10月17日－2017年12月9日）[3]
- 林余家慧（2017年12月10日－2020年12日16日 ）[4]
- 何永賢（2020年12月18日－2022年6月30日）
  - 謝昌和（署任，2022年7月1日-2023年12月29日）[5]
- 李翹彥（2023年12月30日至今）

## 歷任副署長
- 劉賴筱韞（2006年6月-2009年7月）
- 梁冠基（2009年7月-2011年10月）
- 林余家慧（2016年9月-2017年12月）
- 何永賢（2018年7月-2020年12月）
- 謝昌和 (2021年8月-2022年6月）
- 李翹彥（2022年11月-2023年12月）
- 冼國良（2023年12月-今）

## 部分工程項目
1. 香港濕地公園及訪客中心
2. 和合石橋頭路靈灰安置所第五期
3. 香港公開大學擴建工程
4. 和合石火葬場
5. 鑽石山火葬場
6. 屯門新墟街市加裝空氣調節
7. 重建屯門醫院職員宿舍為康復大樓

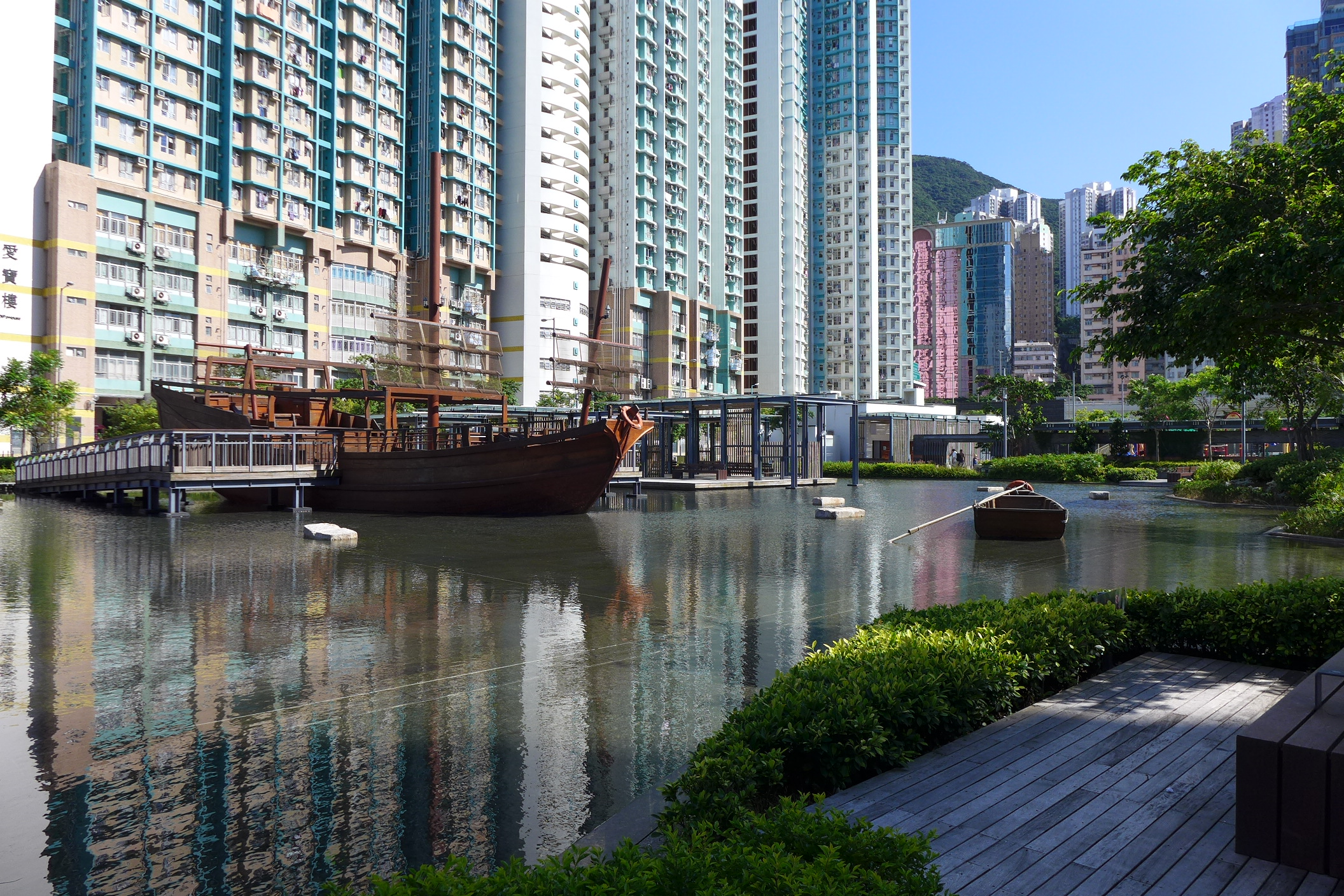
愛秩序灣公園

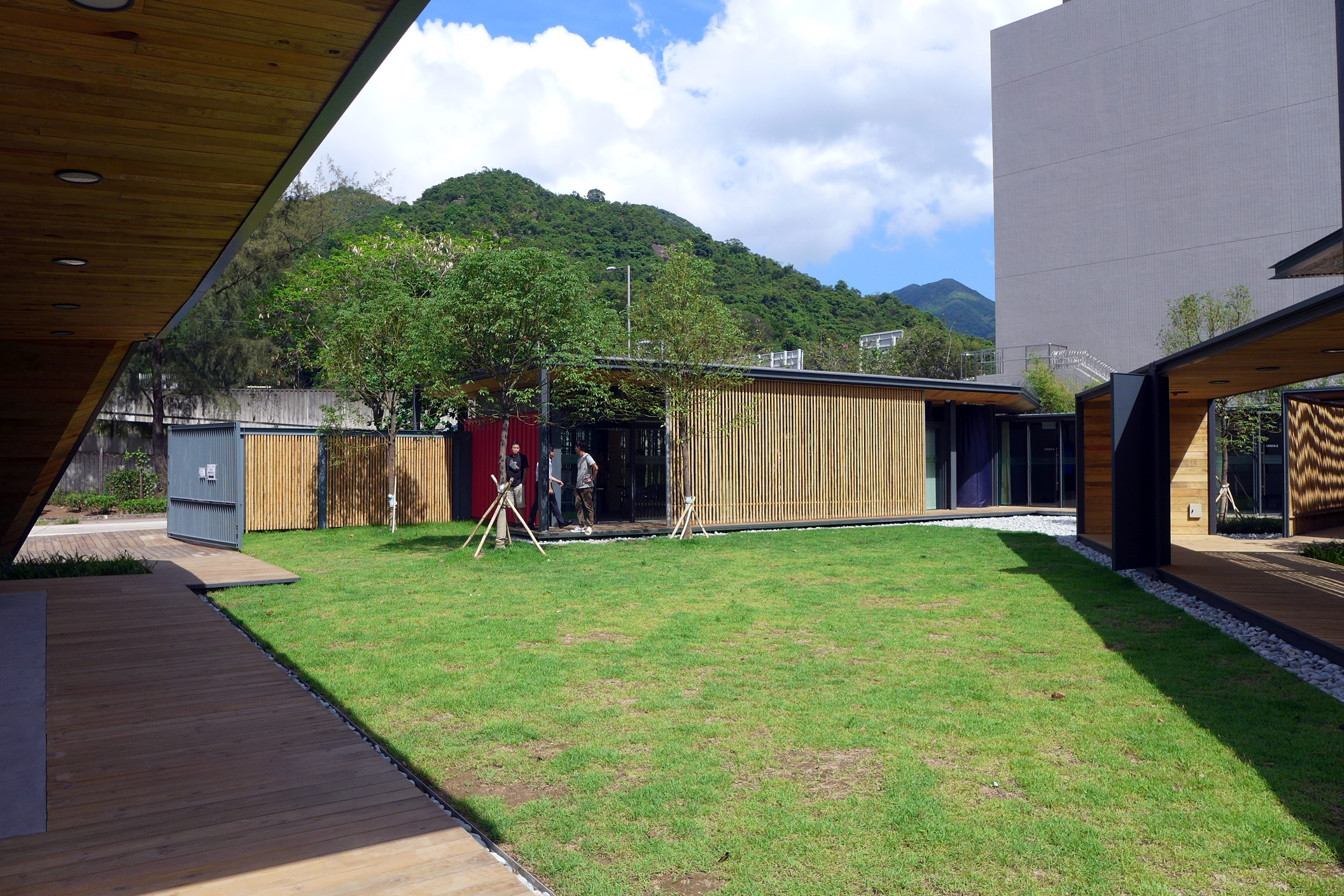
綠在沙田

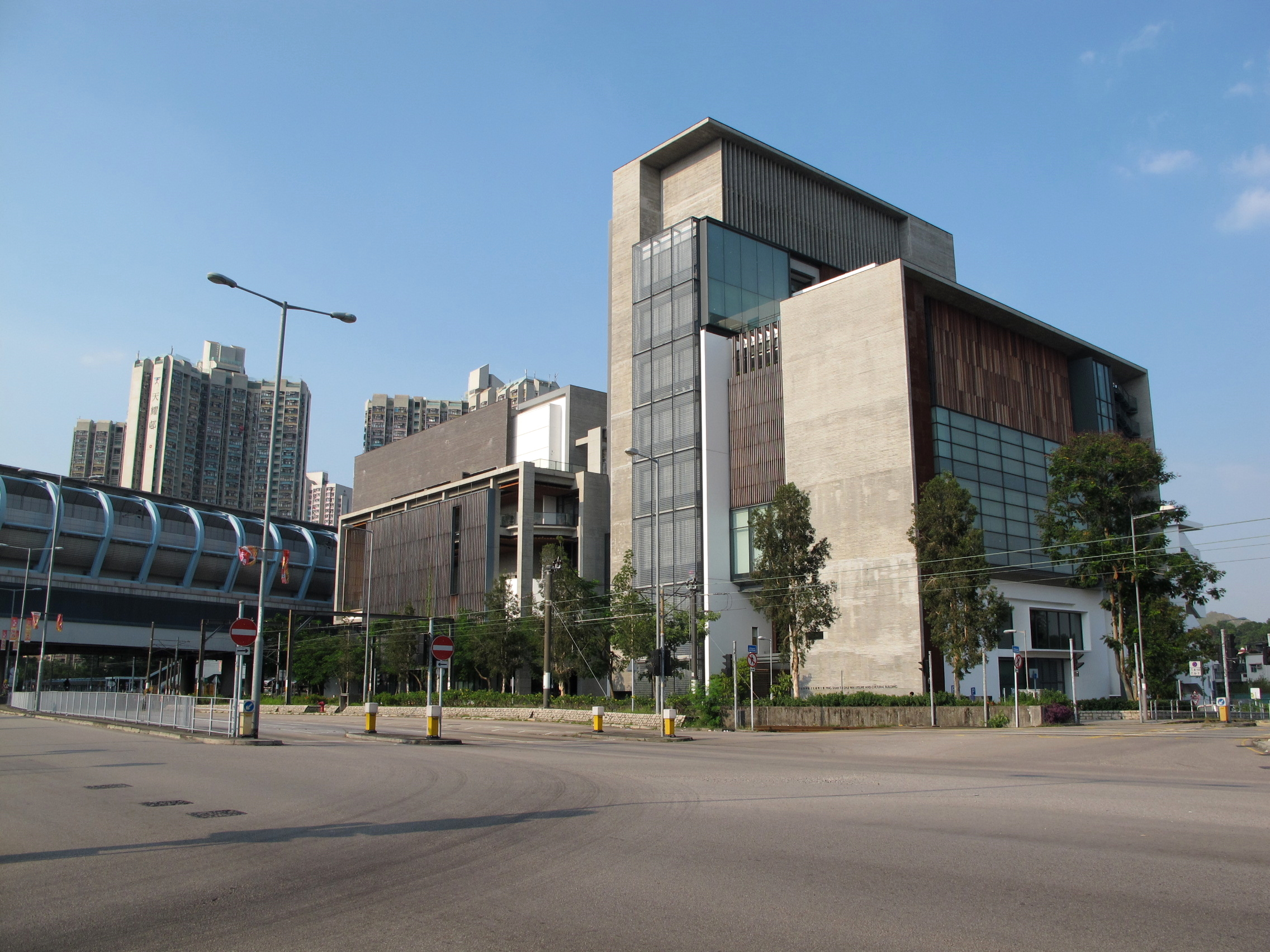
屏山天水圍文化康樂大樓

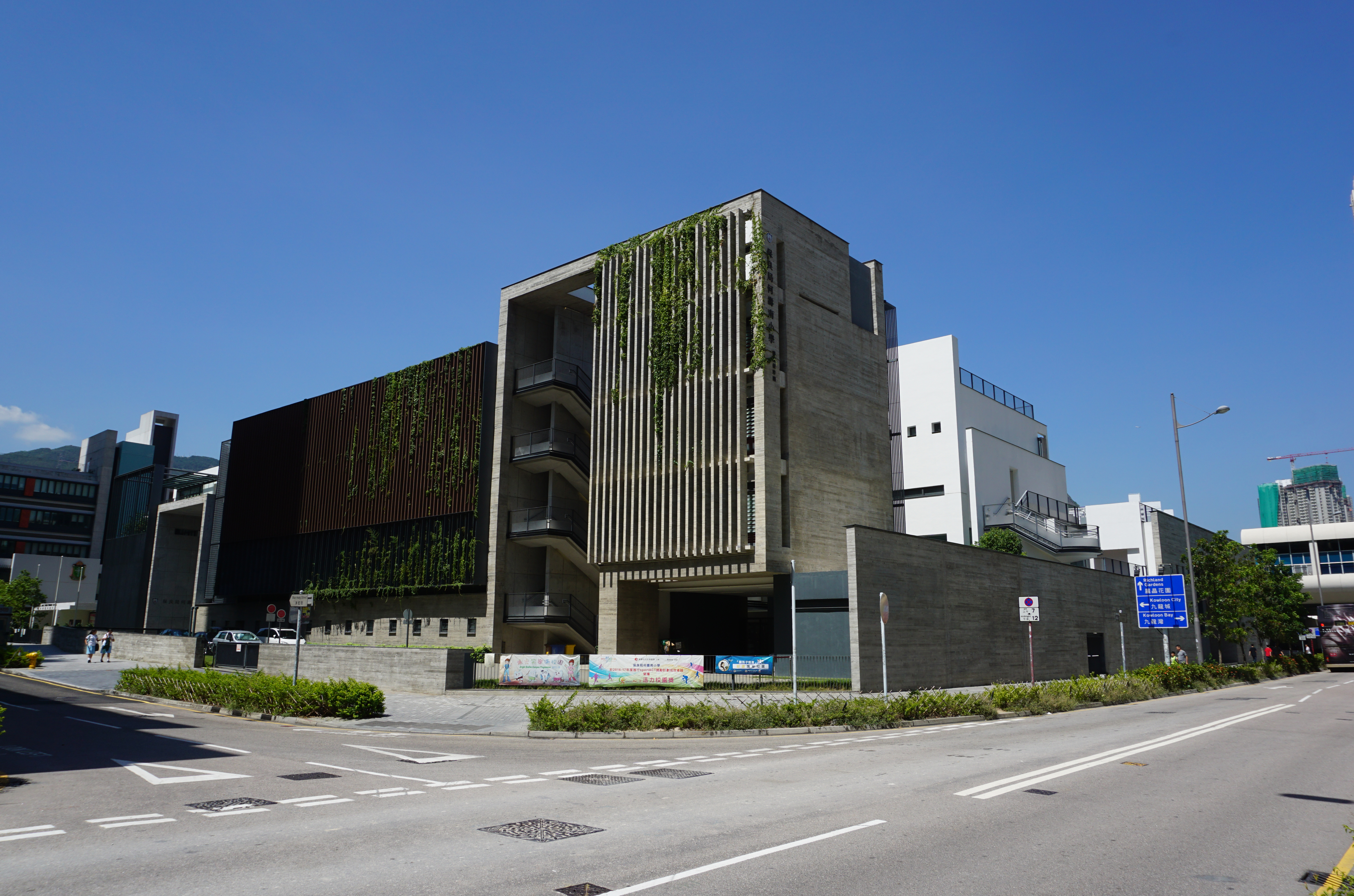
保良局何壽南小學

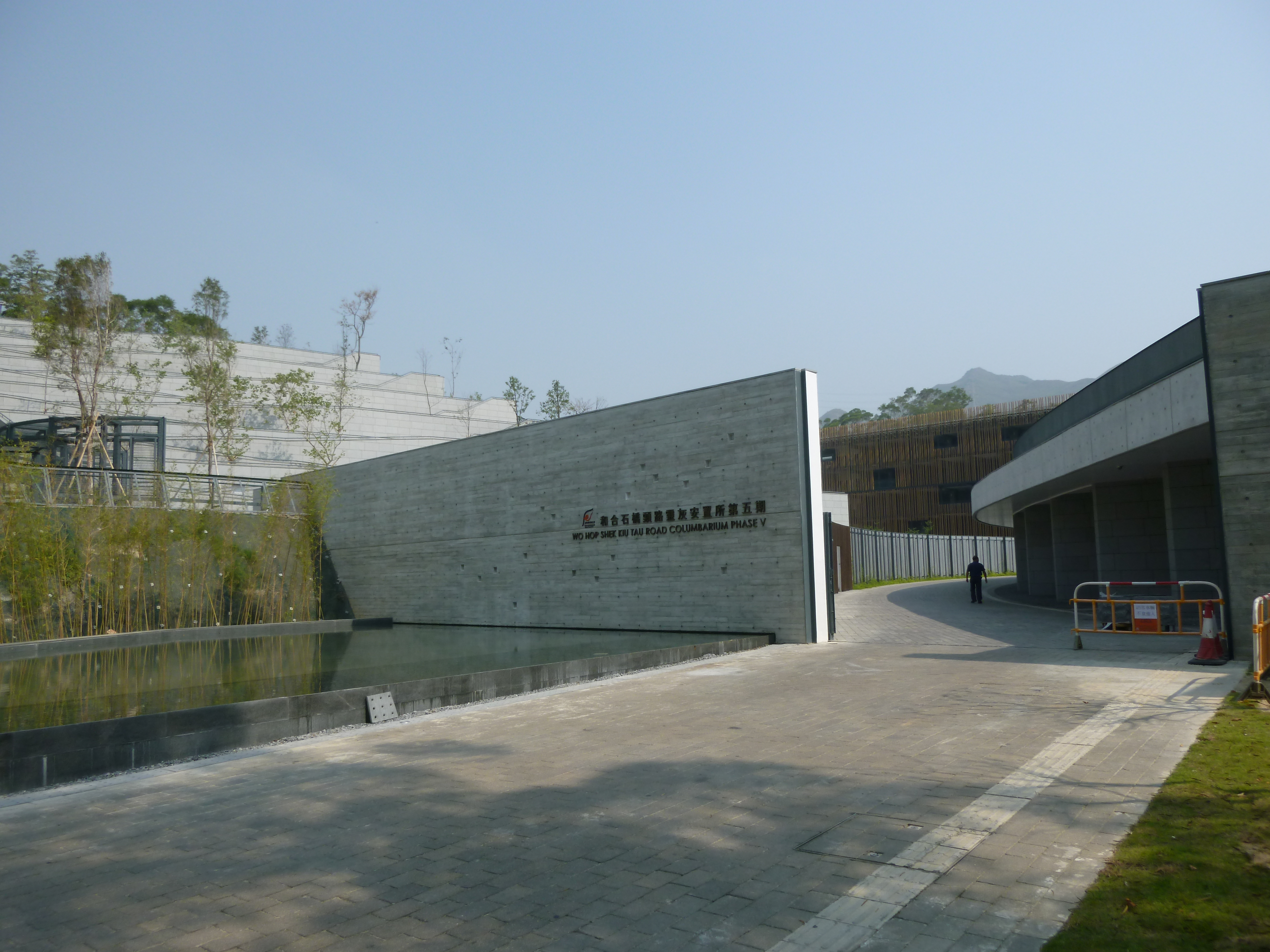
和合石橋頭路靈灰安置所

8. 復修中環衛城道7號孫中山紀念館（前甘棠第）
9. 北角廉政公署總部大樓[6]
10. 堅尼地城石山街政府聯用大樓（即堅尼地城社區綜合大樓）
11. 上環中港道重置中區總部及分區警署
12. 將軍澳運動場
13. 博愛醫院重建及擴建工程
14. 高等法院外牆裝修工程
15. 美利大廈外牆裝修工程
16. 屯門井財街聯用綜合大樓
17. 香港海關總部大樓
18. 聖言中學[7]
19. 赤柱市政大廈
20. 屏山天水圍文化康樂大樓
21. 西貢將軍澳政府綜合大樓
22. 綠在沙田
23. 尖沙咀海濱花園美化工程
24. 觀塘海濱花園
25. 愛秩序灣公園
26. 香港藝術館翻新工程[8]
27. 伊利沙伯醫院擴建
28. 天水圍醫院
29. 保良局何壽南小學[9]
30. 油街實現擴展計劃
31. 龍尾灘

## 合作伙伴
- 香港建築師學會
- 香港工程師學會
- 香港園景師學會
- 香港測量師學會
- 職業安全健康局（職安局）
- 建造業訓練委員會（建訓會）

## 常用工作流程
- 工程外判

## 外部連結
- 香港特別行政區政府 建築署 官方網頁 （页面存档备份，存于）